# Qiongphasma jianfengense
Qiongphasma jianfengense är en insektsart som beskrevs av Chen, S.C. och Yun He He 2002. Qiongphasma jianfengense ingår i släktet Qiongphasma och familjen Phasmatidae. Inga underarter finns listade i Catalogue of Life.